# Mcquade Park
Mcquade Park är en park i Australien. Den ligger i delstaten New South Wales, i den sydöstra delen av landet, omkring 46 kilometer nordväst om delstatshuvudstaden Sydney.
Runt Mcquade Park är det tätbefolkat, med 343 invånare per kvadratkilometer.. Närmaste större samhälle är Blacktown, omkring 20 kilometer sydost om Mcquade Park.
Trakten runt Mcquade Park består till största delen av jordbruksmark. Genomsnittlig årsnederbörd är 1 267 millimeter. Den regnigaste månaden är februari, med i genomsnitt 216 mm nederbörd, och den torraste är juli, med 25 mm nederbörd.